# Ryke Geerd Hamer
Ryke Geerd Hamer (n. 17 mai 1935, Mettmann, Germania Nazistă – d. 2 iulie 2017, Sandefjord, Vestfold, Norvegia), un fost medic german, a inițiat „Noua Medicină Germanică”, anterior cunoscută sub numele de „Noua Medicină Germană” și „Noua Medicină”, un sistem de pseudo-medicină, care pretinde a fi capabilă de a vindeca cancerul. Liga Elvețiană (Anti-)Cancer a descris abordarea lui Hamer ca fiind „periculoasă, mai ales că induce pacienților un sentiment de securitate  fals și astfel că ei sunt lipsiți de alte tratamente eficiente”.
Hamer a avut licență de a practica medicina din 1963 până în 1986, când i-a fost revocată pentru malpraxis. Sistemul lui Hamer a ajuns în atenția publicului în 1995, când părinții unui copil care suferea de cancer au refuzat tratamentul medical în favoarea metodei Hamer. Hamer a fost acuzat și condamnat la închisoare în mai multe țări europene: 19 luni în Germania și din septembrie 2004 până în februarie 2006 închis la pușcăria din Fleury-Mérogis.
Hamer a susținut că metoda sa este o alternativă „germanică” la medicina clinică, care ar face parte dintr-o conspirație evreiască de decimare a non-evreilor.
Presa a raportat de multe ori despre victimele pe care le-a făcut Hamer.
Revista franceză L'Express relatează că, din păcate, Hamer a format mulți adepți.

## Legături externe
- Noua Medicină Germană: o năzbâtie periculoasă, 17 august 2017, Cristian Român, stiintasitehnica.com